# Inkberrow Castle
Inkberrow Castle ist eine abgegangene Burg im Dorf Inkberrow in der englischen Grafschaft Worcestershire, etwa zehn Kilometer südlich von Redditch.
Die Burg wurde zwischen 1154 und 1216 errichtet und 1233 bereits wieder zerstört. Heute ist noch ein Burggraben erhalten, der aber auch zu einem später in der Nähe der alten Burg gebauten Herrenhaus gehört haben könnte. Daneben gibt es noch einige Erdwerke.